# Gmail
Gmail (v Německu a Velké Británii oficiálně nazývaný Google Mail) je e-mailová služba provozovatele vyhledávače Google, která poskytuje přístup k emailům pomocí webového rozhraní (tzv. webmail) nebo přes oficiální mobilní aplikaci. Google podporuje používání emailových klientů třetích stran a volitelné stahování pošty protokolem POP3 nebo IMAP. 
Služba byla spuštěna v roce 2004, kdy byl k této službě přístup pouze přes pozvánku, v únoru 2007 byla zpřístupněna beta verze. E-mailová schránka měla v té době velikost 1 GB, což výrazně posunulo standard velikosti úložného prostoru.
Nyní (2025) nabízí zdarma 15 GB volného místa (sdíleno s ostatními službami Google), za příplatek vám může být úložný prostor zvětšen v rámci služby Google One od 100 GB do 30 TB v ceně pohybující se mezi 59,99 až 3 450 korunami měsíčně. Umožňuje také pokročilé vyhledávání v e-mailech, řazení do konverzací (známé z internetových fór) a používá interaktivní ajaxové prostředí. Díky těmto funkcím ho používalo v roce 2019 okolo 1,5 miliardy aktivních uživatelů na celém světě. V roce 2010 společnost získala v soutěži Křišťálová Lupa 3. místo v kategorii komunikační služby.

## Charakteristika

### Úložný prostor
Služba nyní (2025) poskytuje 15 GB volného místa. Jeho rozšíření stojí od $1,99/100 GB měsíčně až po $299,99/30 TB měsíčně. Sdílí ho jak Gmail, tak i ostatní služby Google. Po prvním výročí Gmailu (duben 2005) se začal úložný prostor zvětšovat (původně měl 1 GB). Největší změna prostoru byla zaznamenána 12. října 2007 kdy hodnota na měřiči velikosti stoupala rychlostí 5,37 MB za hodinu. Přibližně po týdnu tato hodnota klesla, a to na 1,12 MB za hodinu. Od 4. ledna 2008 se přičítalo asi jen 3,35 MB za den (0,14 MB za hodinu).

### Gmail Labs
Gmail Labs, uvedený 5. června 2008, dovoluje uživatelům testovat nové nebo experimentální funkce Gmailu jako je například záložkování důležitých zpráv, vlastní klávesové zkratky nebo hry. Můžete si je volitelně zapínat a vypínat a poté také každou z nich zhodnotit. Na základě toho je pak inženýři z Gmailu mohou zlepšovat a podle oblíbenosti i přidávat do standardní výbavy Google Mailu. Tato služba je zatím dostupná pouze občanům Irska, Velké Británie, Spojených států, Kanady a Austrálie. Nyní i České republiky (většina funkcí). Pro dostupnost v jiné zemi si musíte nastavit jako jazyk rozhraní angličtinu.

#### Tabbed inbox
V polovině roku 2013 Google modernizoval inbox taby, které umožňují aplikaci třídit uživatelské e-maily. Existuje pět kategorií tabů. Taby jsou také dostupné na mobilní verzi Gmailu. V rámci uživatelského nastavení je možné celou aktualizaci zakázat a tím se vrátit ke klasické struktuře.

#### Spam filter
Když uživatel označí e-mail jako spam, poskytuje tím systému informaci napomáhající v budoucnu rozpoznat podobné zprávy pro všechny uživatele Googlu.

#### Gmail Mobile
Gmail mobile je dostupný ve více než 40 jazycích. Je to bezplatná služba sloužící k přístupu na Gmail z mobilních zařízení. 22. září 2009 Google přidal možnost synchronizovat Gmail přes Google Sync pro platformy iPhone a iPod Touch.

#### Integrace sociálních sítí
Dne 9. února 2010 Google představil nový nástroj pro sociální sítě nazvaný Google Buzz. Je integrovaný v Gmailu. Umožňuje uživatelům sdílet odkazy a média stejně jako aktualizace statusů. Vývoj byl přerušen v prosinci 2011 kvůli sociální síti Googlu – Google+. V lednu 2014 umožnil Gmail posílat emaily lidem, kteří mají Google+ účet, dokonce i když nemají k dispozici emailovou adresu dotyčného.

#### Google Voice v Gmail chatu
V srpnu 2010 Google představil plugin, který přináší integraci telefonního servisu, jako součást Google chatu na Gmailu. Dříve se služba jmenovala Google Voice v Gmail chatu, nyní se nazývá Google Video a Voice (hlasový) chat. Služba umožňuje uživatelům volání zadarmo přes Gmail účet. V srpnu 2010 služba zaznamenala přes milion hovorů během 24 hodin.

#### Gmail Search
Gmail zahrnuje i vyhledávací lištu pro hledání emailů. Slouží také k vyhledání kontaktů, souborů v Google Drive, události z kalendáře Google a stránkách Googlu. Jde také použít pro prohledávání webových stránek. V roce 2012 Gmail přináší novou funkci vyhledávání – automatické dokončování a predikci.

## Uživatelské prostředí

### Programování
Webové rozhraní Gmailu je naprogramováno s použitím technologie AJAX (přesněji, AJAXSLT framework), který umožňuje pokročilé funkce jako je kontrola překlepů, klávesové zkratky nebo RSS.

### Organizace
Pokročilá technologie vyhledávání dovoluje uživateli hledat i pomocí tzv. operátorů. Při vyhledávání se dají použít i nezdokumentované operátory jako např. „language:russian“, které vám mohou také velice usnadnit práci. Výsledek hledání obsahuje mnoho informací - hledané výrazy ve zprávě, odesílatele, umístění zprávy a také datum přijetí.
Filtry dovolují uživatelům filtrovat zprávy podle mnoha kritérií - podle textu ve zprávě, podle toho od koho jsou nebo podle textu v poli Předmět. Pokud zpráva nějaké kritérium splňuje, Gmail s ní podle toho zachází - archivuje ji, označuje hvězdičkou, používá štítky, přeposílá nebo maže.
Gmail vytváří konverzace, což jsou skupiny obsahující původní zprávu a všechny odpovědi na ni. Sdružené zprávy seřazuje jednu za druhou, nejnovější zpráva je na konci. Pokud konverzace obsahuje přibližně 100 a více zpráv, tak je Gmail rozděluje do samostatných sekcí.
Pro lepší organizaci můžete zprávám přidávat štítky, podobně jako když dáváte poštu do složek. Rozdíl spočívá pouze v tom, že pro jednu zprávu nebo konverzaci můžete použít několik štítků. Dají se pak použít při vyhledávání - hledání pouze ve zprávách s určitým štítkem. Pro práci se štítky (změna barvy, zobrazení zpráv se štítkem) se používá okno pod Chatem. Pro označování důležitých e-mailů je zde ještě tzv. označování hvězdičkou, které umožňuje rychlejší vyhledání e-mailu bez použití vyhledávače.
Gmail, na rozdíl od jiných webových klientů, nedovoluje uživatelům vidět velikost e-mailu nebo seřazovat e-maily (např. abecedně podle „předmětu“).

### Psaní e-mailů
Po roce existence se v Gmailu objevilo i Rich Textové formátování, které nabízí např. změnu velikosti a barvy písma, odsazení, číslované seznamy, zarovnání nebo citace.
Automatické ukládání je další vymožeností Gmailu, efektivně tím zabraňuje ztrátě dat. Nový e-mail se automaticky přidá do Konceptů a je každou minutu ukládán. Doba, po kterou se zpráva ukládá, závisí na velikosti zprávy.

### Zabezpečení
K výměně dat používá Gmail šifrované spojení, které omezuje riziko odposlouchávání třetí stranou. K přístupu na POP3 a IMAP je používán TLS (Transport Layer Security).
Gmail poskytuje i filtr nevyžádané pošty (spamu). E-maily umístěné do složky Spam jsou automaticky po 30 dnech mazány. Důležitost filtru dokazuje průzkum, který uvádí, že 75% pošty odeslané na Gmail tvoří právě spam.
Přílohy v příchozí a odchozí poště jsou automaticky testovány na přítomnost virů - pokud se uživatel snaží otevřít přílohu s virem, Gmail ho odstraní a otevře vyčištěnou přílohu. Přesto se některé viry před skenováním dokáží „schovat“. Gmail kvůli tomu nedovoluje uživatelům posílat a přijímat poštu se spustitelnými soubory (kontroluje i zabalené soubory ve formátech .zip, .tar, .tgz, .taz, .z, .gz).
V minulosti byla objevena chyba, která umožňovala, přes soubor nahraný na serveru Google, manipulovat s e-mailovými kontakty. Chyba byla naštěstí rychle opravena.

### Server
Gmail běží na linuxovém serveru Google GFE/1.3 .

### Integrace produktu
Google Meet, služba určená pro instant messaging, se dá spustit také v rozhraní Gmailu. Ve webovém rozhraní je možné využít funkce volání a hlasové zprávy pouze pokud na pozadí běží Google Talk klient. Pokud se člověk, se kterým si na Chatu píšete, odpojí, Gmail mu automaticky pošle všechny pozdější zprávy i s celou předešlou konverzací na e-mail. Od prosince 2007 se můžete také připojit ke svému AIM účtu a posílat a přijímat zprávy od ostatních uživatelů.
Od 13. dubna 2006 je do Gmailu integrována služba Google Calendar, která umožňuje se zprávou odeslat i pozvánku.
K dalším integracím patří ještě integrace služby Google Docs, která umožňuje prohlížení dokumentů, tabulek a prezentací ještě před stažením na pevný disk.
Gmail umožňuje také odběr novinek z RSS kanálů pomocí funkce zvané Webové výstřižky. V uživatelském rozhraní se pak zobrazí úzký proužek s informacemi z nadefinovaného RSS zdroje.

### Podpora prohlížečů
Stará verze Gmailu funguje na prohlížečích: Windows Internet Explorer 5.5+, Mozilla Firefox 1.0+, Safari 1.2.1+, K-Meleon 0.9+, Netscape 7.1+, Opera 9+. Přes oficiálně nepodporovaný Konqueror ji lze spustit pouze pokud se identifikuje jako prohlížeč Firefox 1.5+.
Nová verze má mnohem přísnější požadavky a tak jde spustit jen na Firefoxu 2.0+, Windows Internet Exploreru 7+ a prohlížeče Chrome.
Na Googlu je i nápověda, která popisuje rozdíly mezi těmito dvěma verzemi.

### Jazyková podpora
Mezi podporované jazyky patří (celkem 52): arabština, bulharština, katalánština, čínština (zjednodušenou i tradiční), chorvatština, čeština, dánština, nizozemština, angličtina (americká i britská), estonština, finština, francouzština, němčina, řečtina, gudžarátština, hindština, maďarština, islandština, indonéština, italština, japonština, kannadština, korejština, lotyština, litevština, malajština, malajálamština, maráthština, norština, orijština, polština, paňdžábština, portugalština (brazilská i portugalská), rumunština, ruština, srbština, sinhala, slovinština, slovenština, španělština, švédština, tagalog, tamilština, telugština, thajština, turečtina, ukrajinština, urdština a vietnamština.

### Aplikace
Google vyvinul několik menších aplikací, které se pokouší zvýšit produktivitu uživatelů, rozšířit se podnikatelských sektorů a udělat Gmail dostupný i pro mobilní telefony.
Gmail Notifier je oficiální nástroj, který má za úkol uživatele informovat o příchozí poště přímo z oznamovací oblasti (součást hlavního panelu). Je dostupný pouze na Windows 2000 a XP a na Mac OS X 10.4+. Pro Linux existují pouze neoficiální notifikátory.
10. února 2006 uvedl Google produkt Gmail For Your Domain. Společnosti, které se rozhodly vyzkoušet beta verzi mají možnost používat Gmail na jejich vlastní doméně. Od té doby vyvinul ještě Google Apps, aplikaci obsahující přizpůsobitelné verze Google Calendar, Google Page Creator a další.
2. listopadu 2006 začal Google nabízet i javový Gmail pro mobily.